# Alfortville
Alfortville település Franciaországban, Val-de-Marne megyében. Lakosainak száma 45 569 fő (2022. január 1.). Alfortville Charenton-le-Pont, Choisy-le-Roi, Créteil, Ivry-sur-Seine, Maisons-Alfort és Vitry-sur-Seine községekkel határos.

## Népesség
A település népességének változása:
| Lakosok száma | 44 818 | 44 410 | 44 136 | 43 881 | 44 287 | 44 805 | 45 151 | 45 046 | 45 569 |
|               | 2013   | 2015   | 2016   | 2017   | 2018   | 2019   | 2020   | 2021   | 2022   |